# トヨフジ海運
トヨフジ海運株式会社（トヨフジかいうん、英: TOYOFUJI SHIPPING CO., LTD. ） は、愛知県東海市に本社を置くトヨタグループの海運会社。

## 概要
1964年（昭和39年）3月に、国内のモータリゼーションの発展を見据え、トヨタ車の効率的な輸送システム実現に向けたトヨタグループの新しい試みとして、トヨタ自動車販売（現・トヨタ自動車）、藤木海運（現・フジトランスコーポレーション）、トヨタ陸送（現・トヨタ輸送）の3社により設立されたトヨタグループの海運会社であり、国内海上輸送/海外海上輸送/輸出船積の3事業を展開している。
国内海上輸送においては、日本全国の主要港をカバーする自動車運搬船による自動車・トレーラー等の輸送ネットワークを構築し、トヨタ車の生産・販売に貢献している。
海外海上輸送においては、北米・カナダ・中国・オーストラリア・ニュージーランド・東南アジア向けの各航路とヨーロッパ域内航路で自動車専用船による車両・建設機械・雑貨等の輸送サービスを展開している。
輸出船積においては、トヨタ車の品質維持に向けた様々な活動を、国内拠点にとどまらず海外拠点でも展開している。
トヨフジ海運の船舶に描かれている「ドルフィンマーク」は、従業員のアイディアを採用している。
このマークには、地球環境の保護と社会から愛され未来へ飛躍し続ける企業でありたいとの思いが込められている。
社会貢献活動への取組みとして、1982年（昭和57年）愛知県碧南市の海浜水族館開館当初から、年間3000トンのクリーンな海水を無償提供している。また、2006年（平成18年）には、地震や津波などの大災害が発生した場合、岩手県釜石市とトヨフジ海運の本社がある東海市との間で、トヨフジの船舶を使った災害救助物資の緊急輸送に関する協定（災害支援協定）を結んだ。
環境保護活動への取組みとして、2000年（平成12年）9月に海運業界初の「ISO14001」の認証を取得。
運航船舶への省エネ設備の採用によるCO2削減、2010年（平成22年）には邦船社初となるバラスト水処理装置を搭載した船舶を就航させるなど海洋汚染防止へも取組んでいる。
安全への取組みとして、2005年（平成17年）12月に厚生労働省の指針に沿った、労働安全衛生マネジメントシステム（OSHMS）の認証を取得し、労働事故・災害の未熟防止に向けた活動を展開している。

## 沿革
- 1964年（昭和39年）
  - 3月 - 会社設立。
  - 7月 - 国内海上輸送開始。
- 1971年（昭和46年）9月 - 海外向海上輸送開始。
- 1974年（昭和49年）3月 - 初めての自社建造船「とよふじ丸」就航。
- 1979年（昭和54年）1月 - 田原事業所開設。
- 1982年（昭和57年）6月 - 東京事務所開設。
- 1986年（昭和61年）10月 - ロサンゼルス駐在員室開設。
- 1989年（平成元年）8月 - メルボルン駐在員室開設。
- 1991年（平成3年）5月 - 台北駐在員室開設。
- 1993年（平成5年）11月 - バンコク駐在員室開設。
- 1995年（平成7年）8月 - 香港駐在員室開設。
- 1997年（平成9年）2月 - 名古屋事務所開設。
- 1998年（平成10年）3月 - シンガポール海外事業体の設立。
- 2000年（平成12年）
  - 6月 - 台北支店開設。
  - 9月 - ISO 14001認証取得。
- 2003年（平成15年）
  - 7月 - タイ海外事業体の設立。
  - 9月 - インドネシア海外事業体の設立。
  - 11月 - 天津駐在員室開設。
- 2004年（平成16年）
  - 7月 - ヨーロッパ支店開設。
  - 11月 - マニラ駐在員室開設。
- 2005年（平成17年）
  - 11月 - フィリピン海外事業体の設立。
  - 12月 - 労働安全衛生マネジメントシステム（OSHMS）認定取得。
- 2007年（平成19年）9月 - ニュージーランド海外事業体の設立。
- 2008年（平成20年）6月 - マレーシア海外事業体の設立。
- 2009年（平成21年）1月 - 台湾事業体の設立。
- 2010年（平成22年）
  - 1月 - ロサンゼルス支店開設。
  - 4月 - 認定通関業者の認定取得。
- 2014年（平成26年）4月 - 創立50周年。
- 2021年（令和3年）10月 - 中国現法（豊藤物流(天津)有限公司, TFLC）設立。
- 2024年（令和6年）4月 - 創立60周年。

## 事業所
国内拠点
- 本社（愛知県東海市）
- 事業所
  - 名古屋事務所（愛知県名古屋市東区）
  - 名駅事務所（愛知県名古屋市中村区）
  - 田原事業所（愛知県田原市）
  - 東京事務所（東京都千代田区）
  - 横浜事業所（神奈川県横浜市鶴見区）
  - 東北事業所（宮城県仙台市宮城野区）
  - 九州事業所（福岡県北九州市門司区）

海外拠点
- 支店・駐在員室
  - 台北支店
  - ヨーロッパ支店
  - ロサンゼルス支店
  - メルボルン駐在員室
  - 香港駐在員室
  - 天津駐在員室
  - マニラ駐在員室

- 海外事業体
  - TOYOFUJI SHIPPING SINGAPORE PTE. LTD.
  - TOYOFUJI LOGISTICS(THAILAND)CO.,LTD.
  - PT.TOYOFUJI LOGISTICS INDONESIA
  - TOYOFUJI SHIPPING NEW ZEALAND LIMITED
  - TOYOFUJI LOGISTICS MALAYSIA SDN.BHD.
  - TOYO-LIT LOGISTICS CO.,LTD.
  - PT. TOYOFUJI SERASI INDONESIA
  - CSC FENGHAI MOTOR LOGISTICS CO.,LTD
  - TF LOGISTICS PHILIPPINES, INC.
  - ENNORE AUTOMOTIVE LOGISTICS LTD.
  - TOYOFUJI LOGISTICS (TIANJIN) CO., LTD.